# Tu Día
Tu día (Ton jour en français) est un programme de télévision chilien de type matinale, émis par Canal 13 depuis le 15 novembre 2021. Il a été créé pour succeder à Bienvenidos, qui appartenait au même bloc horaire.
Au début il a été conduit par Ángeles Araya et Mirna Schindler et un groupe de panélistes. En 2022, il s'a annoncé le licenciement de Schindler et la sortie de Araya du programme, en assumant les journalistes José Luis Repenning et Priscilla Vargas.

## Présentateurs
| Année | Présentateurs                           |
| ----- | --------------------------------------- |
| 2021  | Ángeles Araya et Mirna Schindler        |
| 2022  | José Luis Repenning et Priscilla Vargas |
| 2023  | José Luis Repenning et Priscilla Vargas |
| 2024  | José Luis Repenning et Priscilla Vargas |
| 2025  | José Luis Repenning et Priscilla Vargas |

## Équipe

### Présentation
- José Luis Repenning
- Priscilla Vargas

### Panélistes
- Emilio Sutherland
- Francesco Gazzella
- Bernardita Cruz
- Sebastián Ugarte
- Libardo Buitrago
- Cristóbal García-Huidobro

### Journalistes
- Gabriel Alegría
- Ana María Silva
- Cristián Acuña
- Rodrigo Pérez
- Rous Rauld
- Dayanne Salazar
- Francisco Velasco

### Production
- Pamela Díaz (Productrice exécutive)
- Andrés Canales(Production générale)
- Diego Andrade
- Rodrigo Pizarro
- Gerson Del Río

### Anciennes présentateurs et panélistes
- Ángeles Araya (2021-2022)
- Mirna Schindler (2021-2022)
- Mauricio Jürgensen (2021-2022)